# Trigonura rubens
Trigonura rubens är en stekelart som först beskrevs av Johann Christoph Friedrich Klug 1834.  Trigonura rubens ingår i släktet Trigonura och familjen bredlårsteklar. Inga underarter finns listade i Catalogue of Life.